# Batalhão de Operações Especiais de Fuzileiros Navais
O Batalhão de Operações Especiais de Fuzileiros Navais, conhecido como Batalhão Tonelero, situado na cidade do Rio de Janeiro, é a unidade militar dos Comandos Anfíbios (COMANF), que é uma unidade de elite do Corpo de Fuzileiros Navais da Marinha do Brasil. São eles os Fuzileiros Navais especificamente preparados para o planejamento, condução e execução de Operações Especiais, Operações Clandestinas, Combate urbano, Reconhecimento especial anfíbio, Guiamento de força anfíbia de desembarque, Guia Aéreo avançado, Condução de Armas de Apoio, Contraguerrilha, Contraterrorismo, Busca e resgate em combate (CSAR), Balizar zonas de desembarque anfíbio, Ações diretas (Ações de Comandos), e treinamento de tropas/forças amigas, nacionais e internacionais. Seu pessoal está preparado para atuar em ambiente: Urbano, de Montanha, de Caatinga, de Cerrado, Selva, Pantanal, Litorâneo e Ribeirinho.

## Treinamentos do Batalhão

### Curso Especial de Comandos Anfíbios (C-Esp-ComAnf)

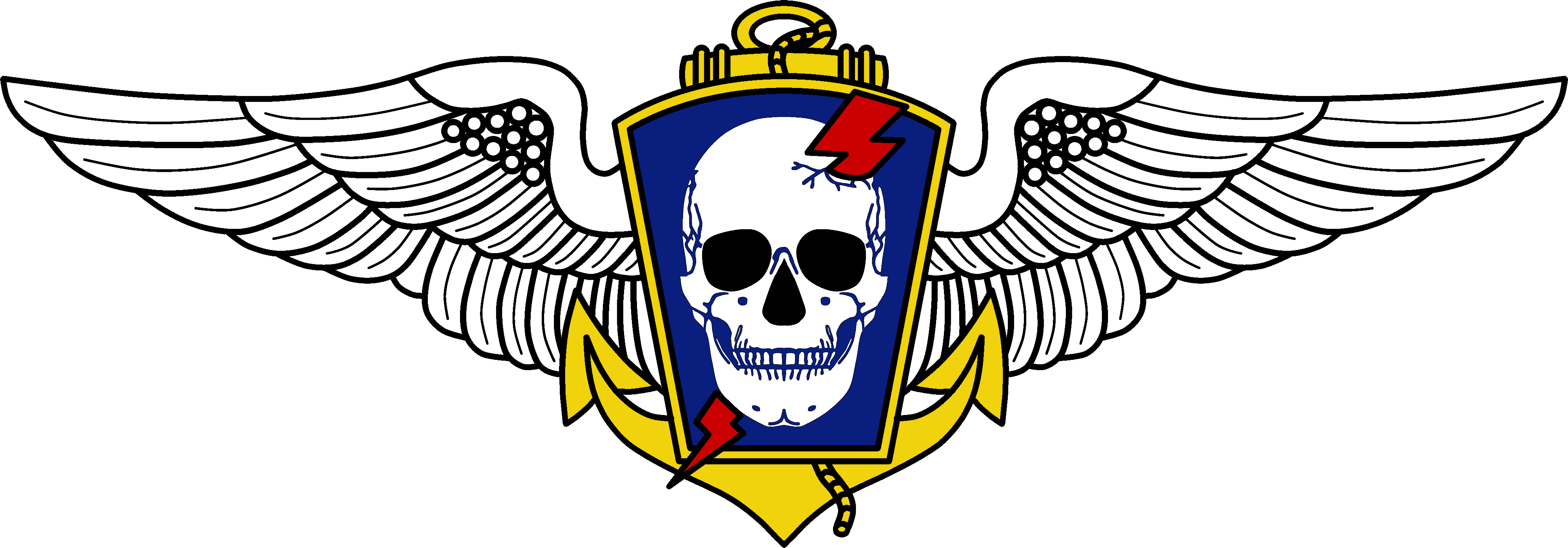
Brevê do C-Esp-ComAnf

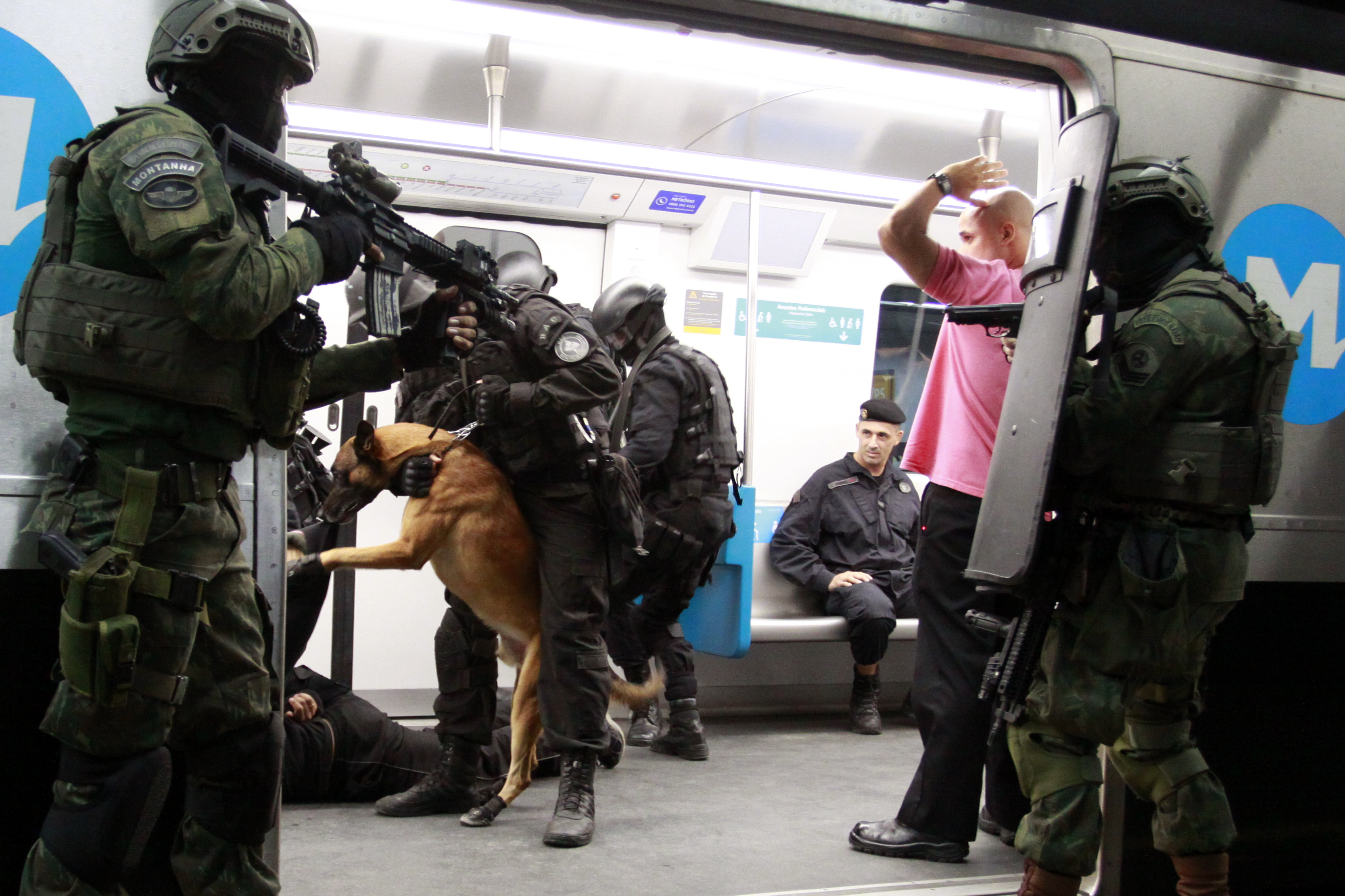
Militares do Batalhão Tonelero e do Bope em simulação de contraterrorismo no MetrôRio para os Jogos Olímpicos de Verão de 2016.

O Curso Especial de Comandos Anfíbios (C-Esp-ComAnf), ministrado no Centro de Instrução Almirante Sylvio de Camargo (CIASC), tem como objetivo formar os oficiais e praças para o planejamento e a execução de Operações Especiais (OpEsp) de Fuzileiros Navais. Para tal, ao final do curso, os alunos estarão habilitados a:
- Operar os diversos armamentos e equipamentos de OpEsp disponíveis no CFN, bem como em outras unidades de elite do Brasil;
- Atuar como Guia Aéreo Avançado, bem como conduzir fogos de artilharia e fogo naval;
- Operar Zonas de Desembarque, Zonas de Aterragem e Zonas de Lançamento de Carga;
- Aplicar as técnicas e procedimentos de primeiros-socorros em ambiente tático;
- Infiltrar, a partir de navios, submarinos, aeronaves de asa fixa (aviões), asa rotativa (helicópteros) ou a partir de uma base em terra; e operar nos diversos ambientes especiais - selva, pantanal, caatinga, montanha; e
- Planejar e realizar ações de comandos e de reconhecimento.
O curso possui a duração aproximada de 26 semanas, podendo se estender até 8 meses. Para realizar o C-Esp-ComAnf, é necessário ser cabo(estabilizado), sargento ou um oficial do Corpo de Fuzileiros Navais.

### Estágio de Qualificação Técnica Especial de Operações Especiais (E-QTEsp-OpEsp)

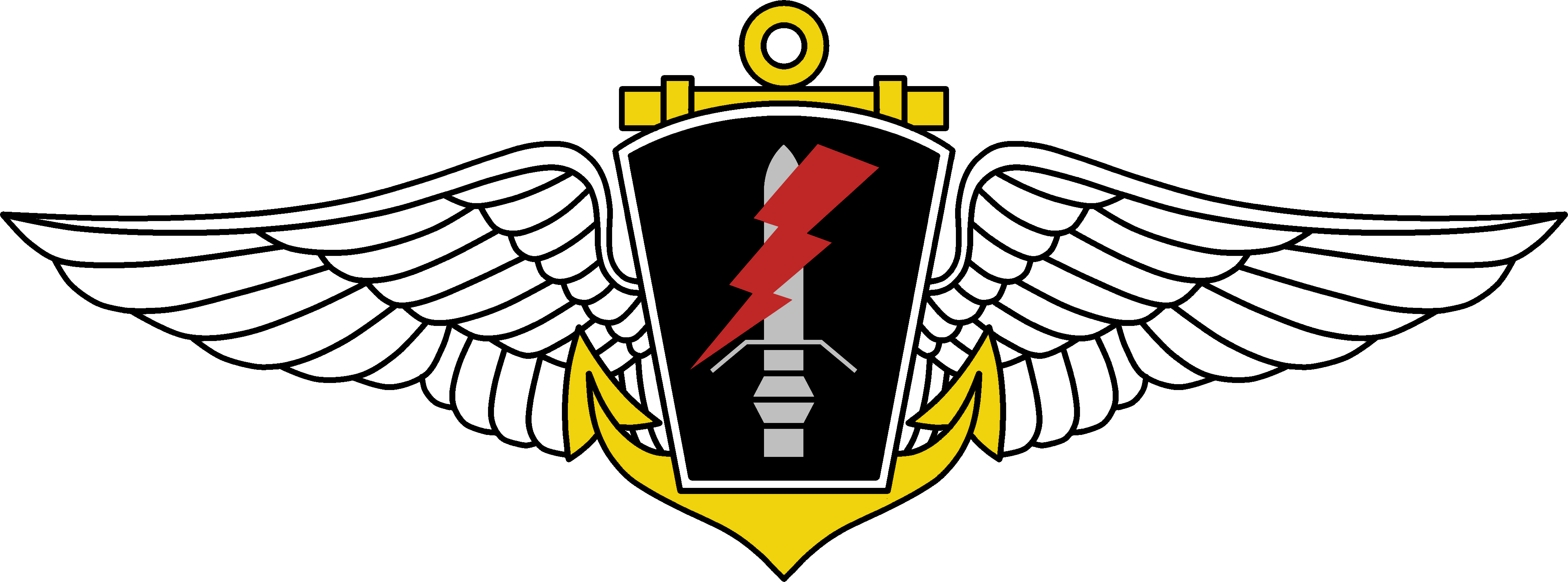
Brevê do E-QTEsp-OpEsp

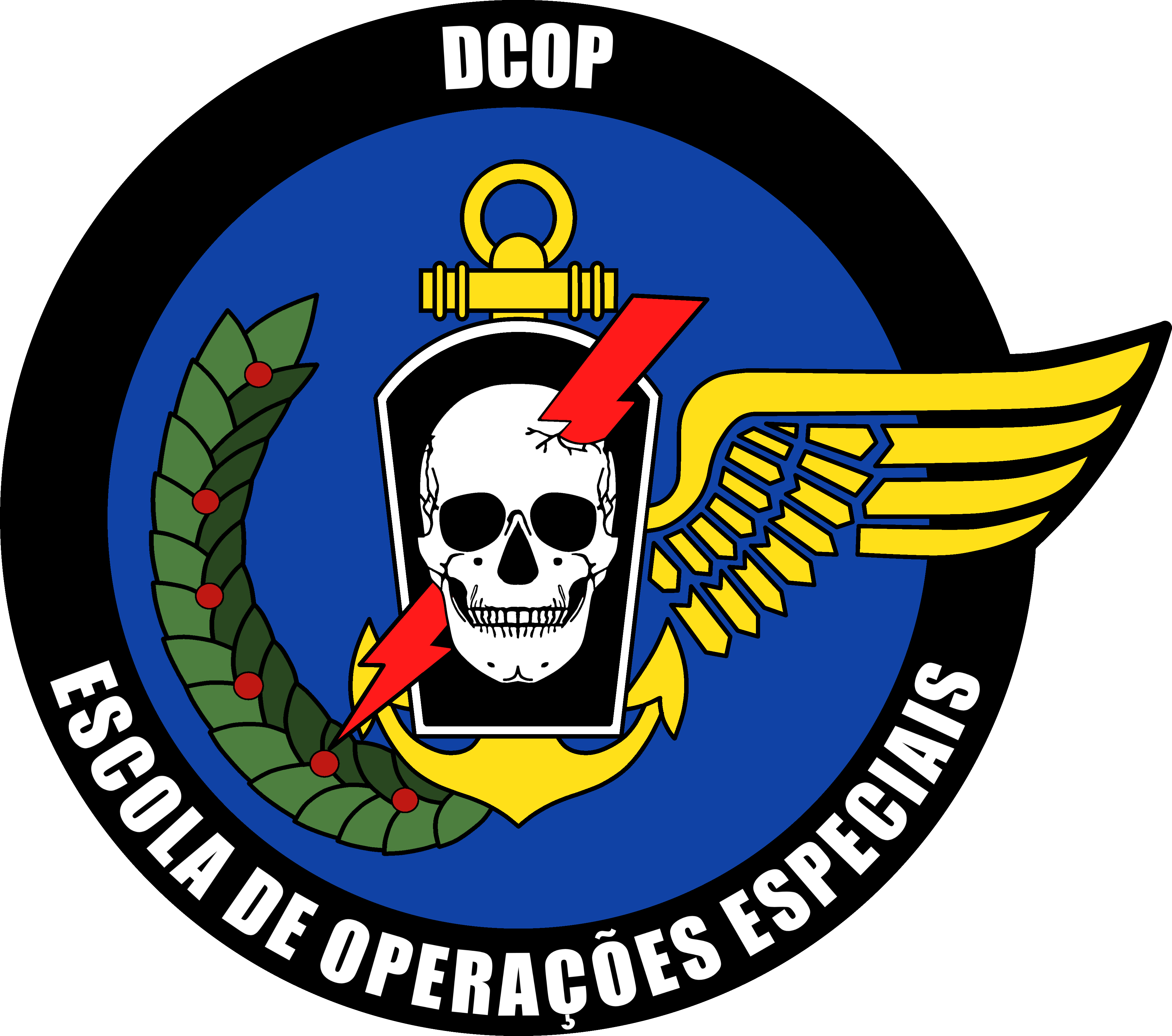
Brasão da Escola de Operações Especiais

O E-QTEsp-OpEsp , conduzido pela Escola de Operações Especiais (EsOpEsp), do Centro de Instrução Almirante Sylvio de Camargo (CIASC), tem o propósito de habilitar Cabos e Soldados Fuzileiros Navais para auxiliar os Comandos Anfíbios no planejamento e na execução de Operações Especiais de Fuzileiros Navais. O estágio, geralmente, ocorre no decorrer de cinco semanas.

### Treinamentos extras

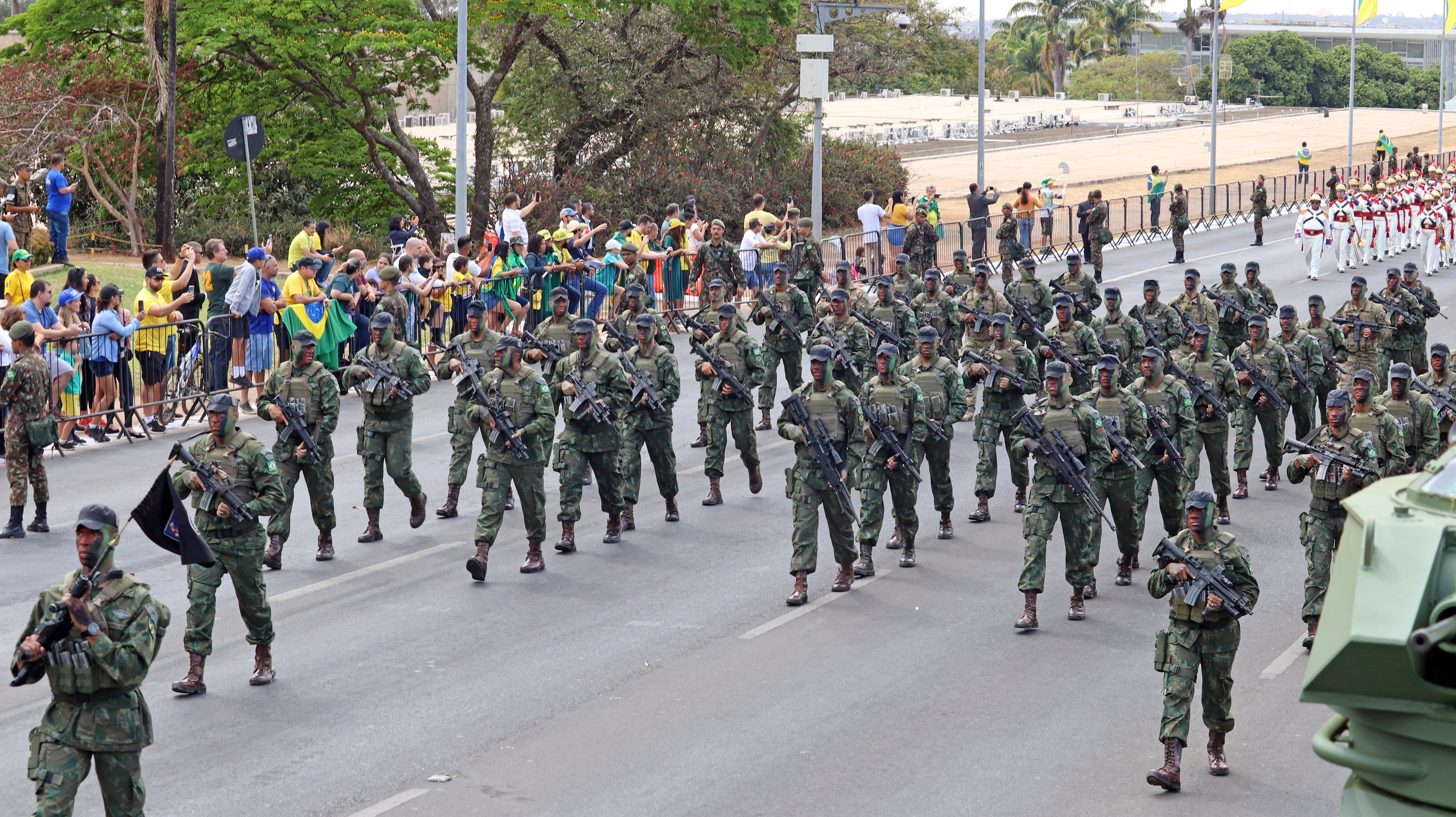
Comandos anfíbios do Batalhão Tonelero desfilando no Bicentenário da Independência do Brasil, em Brasília, 7 de setembro de 2022.

Os militares do Batalhão Tonelero fazem todos os anos, treinamentos em diversos estados do Brasil, e também no exterior buscando o aperfeiçoamento e exatidão de suas técnicas de combate e a capacitação para operar em diferentes ambientes e climas. E também realizam treinamentos em conjunto com departamentos e tropas especiais como o MARSOC, Sayeret Matkal e United States Navy SEALs.[carece de fontes?]